# Tatacoa
Tatacoa (španjolski: Desierto de la Tatacoa) je kamenita pustinja u kolumbijskom departmanu Huila, oko 38 km od grada Neiva. Tatacoa obuhvaća površinu od 300 km² pretežito u općini Villavieja.
Tatacoa je između ostalih dom nekoliko endemskih vrsta pauka, zmija, škorpiona, orlova.

## Vanjske poveznice
- Desierto de la Tatacoa
- Tatacoa - slike
- Posjet pustinji Tatacoa  Arhivirana inačica izvorne stranice od 25. siječnja 2010. (Wayback Machine)